# Домениль, Пьер
Пьер Домениль (фр. Yrieix-Pierre Daumesnil; 1777—1832) — французский военачальник, генерал-лейтенант (1831 год), барон (1810 год), участник революционных и наполеоновских войн.

## Биография
Родился 14 июля 1777 года в Перигё в семье парикмахера. 15 марта 1794 года, в возрасте 16 лет, записывается в 22-й конно-егерский полк. Серьёзно ранен у Эльна 19 августа 1794 года.
С началом Французской революции вступил добровольцем в революционную армию. Простым солдатом сражался в ходе кампании в Италии и Египте.  При осаде Сен-Жан д’Акр в первый раз обратил на себя внимание главнокомандующего. Бонапарт находился в траншеях, как вдруг близ него упала бомба; Домениль с одним из своих товарищей тотчас бросился на генерала, чтобы прикрыть его своими телами. Разрыва не последовало, но самоотверженность Домениля не осталась без награды.
В 1806 году Домениль получил чин капитана егерей императорской гвардии, командовал ротой и принимал участие в Испанской кампании 1808 года, особенно отличился при подавлении восстания в Мадриде 20 апреля.
Во время военных действий против Австрии Домениль был майором и в битве под Ваграмом потерял ногу. С тех пор в армии он стал носить прозвище «Деревянная нога».
Пожалованный в бригадные генералы и кавалеры ордена Почётного Легиона, Домениль был назначен в 1812 году губернатором Венсенского замка.
В 1814 году, после взятии союзниками Парижа и официального поражения Франции, он долго в нём держался и на сделанные ему предложения о капитуляции ответил офицеру-парламентёру: «Верните мне ногу, и я верну вам Венсенн».
Людовик XVIII сделал Домениля губернатором Конде и кавалером ордена Св. Людовика.
По возвращении Наполеона с острова Эльбы, он один из первых поднял его знамя, получил свой прежний пост в Венсене и снова отказался сдавать его противнику после окончания войны. 
По вторичном отречении Наполеона, Домениль потерял место, но в 1830 году снова получил его и был произведён в генерал-лейтенанты.
Умер в Париже 17 августа 1832 года от холеры.

## Титулы
- Барон Домениль и Империи (фр. baron Daumesnil et de l'Empire; декрет от 13 апреля 1809 года, патент подтверждён 9 марта 1810 года в Париже)[1].

## Награды
Легионер ордена Почётного легиона (14 июня 1804 года)
 Офицер ордена Почётного легиона (14 марта 1806 года)
 Кавалер ордена Железной короны
 Коммандан ордена Почётного легиона (21 февраля 1812 года)
 Кавалер военного ордена Святого Людовика (17 января 1815 года)

## Дань памяти
Именем Домениля впоследствии был назван один из парижских проспектов, ведущий от площади Бастилии к Венсенскому замку, один из пересадочных узлов Парижского метрополитена, а также одно из озёр парка Венсенский лес. Также имя Домениля было выбито на Триумфальной арке в Париже.
На родине Домениля, в Перигё, ему установлен памятник.

## Галерея
- Бюст в Венсене
- Памятник в Венсене
- Памятник в Перигё
- Генерал Домениль отказывается сдаваться. Иллюстрация.

## Образ в кино
- «Битва при Аустерлице» (Франция, Италия, Югославия, 1960) — актёр Жорж Демас[фр.]